# Освоение воздуха
«Освоение воздуха» (фр. À la conquête de l'air) (также известен под названием «Завоевание воздуха») — немой короткометражный фильм Фернана Зекки. Премьера состоялась в США в апреле 1906 года.

## Художественные особенности
- Формат — 35 мм

## Интересные факты
- Фильм считается утраченным. Сохранилось лишь два кадра.
- Ж. Садуль предполагает, что, возможно, этот фильм является копией неизвестного английского оригинала.[1]